# E111 (trasa europejska)
E111 – byłe oznaczenie drogi międzynarodowej w Europie w latach 1968–1983, przebiegającej na obszarze południowo-zachodniej Szkocji.
Droga E111 miała ustalony przebieg Stranraer – Glasgow.
Oznaczenie to obowiązywało do początku lat 80., kiedy wprowadzono nowy system numeracji tras europejskich. Od tamtej pory numer E111 pozostaje nieużywany.

## Historyczny przebieg E111
Lista dróg opracowana na podstawie materiału źródłowego
| Wielka Brytania | droga nr 77: Stranraer – Ayr – Kilmarnock – Glasgow |